# Erik the Viking
Erik the Viking (br: As Aventuras de Erik, o Viking) é um filme de comédia escrito e dirigido por Terry Jones, de 1989 baseado em um livro para crianças do próprio Jones chamado The Saga of Erik the Viking, de 1983.
Seu enredo principal é baseado nos contos nórdicos e portanto, para entendê-lo completamente é necessário um conhecimento básico desse campo de estudo. No entanto, uma mínima de compreensão de vocabulário nórdico já é suficiente para se apreciar esta obra que conta com dois membros da formação original do grupo de comédia Monty Python, John Cleese e Terry Jones.

## Enredo
O filme conta a história de um viquingue chamado Erik (Tim Robbins) que, após matar acidentalmente uma mulher residente num vilarejo onde seu grupo pilhava no momento, parte em uma grande expedição pelos mares do Norte, enfrentando diversos perigos para poder encontrar a Trombeta Ressonante, da qual lhe falara uma anciã de seu vilarejo, que despertaria dos deuses e os levaria até eles.

## Filmagem e produção
A fotografia do filme foi feita pelos Studios Shepperton. Algumas cenas na aldeia de Erik foram gravadas na Noruega, enquanto a sequência de Hy-Brasil foi filmada em ilha de Malta.
Originalmente previsto para um filme de 100 minutos foi editado em 90 minutos para o mercado britânico, pois Jones estava insatisfeito com o ritmo lento que o filme assumira. Em 2006, foi dada a Jones a oportunidade de reeditar o filme para o seu lançamento em DVD. Jones delegou ao filho Bill o trabalho de edição, que produziu uma versão "Director's Son's Cut" de 75 minutos , com cenas reordenadas e ritmo mais dinâmico, assim como uma trilha sonora totalmente remixada e remontada. Terry Jones considerou muito apropriado porque o livro original, The Saga of Erik the Viking, foi escrito para Bill.